# Prím (hangköz)
A prím (latin prima = 'első') a zenében a diatonikus hangsor első fokát jelenti, illetve azt a hangközt, amely az alaphangot önmagától elválasztja, a nulla-hangközt. A prím frekvenciája azonos az alaphanggal, ez 0 cent hangköznek felel meg.
A prím az oktáv fordított, inverz hangköze, tehát az a hangköz, amely azt oktávra egészíti ki.
A prím dallamintervallumként hangismétlés, egyidejű intervallumként egybehangzás, unisono. A legkonszonánsabb hangköz.

## Példa
- Beethoven 5. szimfóniája híres nyitótémájának első két hangköze prím, hangismétlés.